# Siikasaari (ö i Finland, Södra Savolax, S:t Michel, lat 61,64, long 26,76)
Siikasaari är en ö i Finland. Den ligger i sjön Ryökäsvesi och Liekune och i kommunen Hirvensalmi i den ekonomiska regionen  S:t Michel och landskapet Södra Savolax, i den södra delen av landet, 190 km nordost om huvudstaden Helsingfors. Öns area är 7,7 hektar och dess största längd är 0,7 kilometer i nord-sydlig riktning.